# 李寧 (物理學家)
李寧（英語：Ning Li，1943年1月14日—2021年7月27日）是一名研究反重力的美國華裔物理科學家。她在1983年隨家人從中國移民美國。1990年代，她在阿拉巴马大学亨茨维尔分校太空電漿暨高層大氣研究中心進行研究工作。她在1999年成立AC重力公司繼續研究反重力。

## 研究工作
她在1991至1993年期間與道格拉斯·托爾合作發表的論文宣稱以离子旋轉產生的重力電磁性可以實現反重力效應。
她在2001年取得美国国防部448,970美元補助用來持續研究反重力工作，補助在2002年終止而且從未公布相關研究成果。她在2001年登記成立的AC重力公司到2023年為止還在運作，無法證明這家公司從事其他無關重力研究的業務。

## 死亡
她每天在紅石兵工廠工作直到2014年在阿拉巴馬大學亨茨維爾分校發生車禍意外，李寧丈夫於現場目擊意外而引發心臟病發於2015年死亡，對她來說也造成腦部永久受損，最後導致阿茲海默症。於2021年7月27日病逝，享年78歲。

## 外部連結
- 打破重力定律（Breaking the Law of Gravity） （页面存档备份，存于） A 1998 Wired magazine article reviewing her work, as well as others.
- 玻色–愛因斯坦凝聚與反重力（Bose-Einstein and Anti-Gravity） (的存檔，存档日期May 1, 2018，.) A narrative of Li's theory of operation and her future plans from the 1990s.